# Eleição presidencial em Cabo Verde em 1991
Eleições presidenciais foram realizadas pela primeira vez em Cabo Verde em 17 de fevereiro de 1991. O resultado foi uma vitória para António Mascarenhas Monteiro, do Movimento para a Democracia (MpD), que também havia vencido as eleições parlamentares do mês anterior. Derrotou o atual Aristides Pereira, do Partido Africano da Independência de Cabo Verde (PAICV). A participação eleitoral foi de 61,38%.

## Resultados
| Candidato                            | Partido                                         | Votos   | %      |
| ------------------------------------ | ----------------------------------------------- | ------- | ------ |
| António Mascarenhas Monteiro         | Movimento para a Democracia                     | 70,623  | 73.44  |
| Aristides Pereira                    | Partido Africano da Independência de Cabo Verde | 25,544  | 26.56  |
| Total                                | Total                                           | 96,167  | 100.00 |
|                                      |                                                 |         |        |
| Votos válidos                        | Votos válidos                                   | 96,167  | 98.21  |
| Votos inválidos/em branco            | Votos inválidos/em branco                       | 1,755   | 1.79   |
| Total de votos                       | Total de votos                                  | 97,922  | 100.00 |
| Eleitores registrados/comparecimento | Eleitores registrados/comparecimento            | 159,534 | 61.38  |
| Fonte: CNE                           |                                                 |         |        |